# Mistrzostwa Europy w Lekkoatletyce 2010 – pchnięcie kulą mężczyzn
Pchnięcie kulą mężczyzn – jedna z konkurencji rozegranych podczas lekkoatletycznych mistrzostw Europy na Estadi Olímpic Lluís Companys w Barcelonie.
W konkursie wystąpili dwaj reprezentanci Polski: Jakub Giża i mistrz olimpijski Tomasz Majewski.

## Terminarz
| Data     | Godzina |            |
| -------- | ------- | ---------- |
| 30 lipca | 11:30   | Eliminacje |
| 31 lipca | 18:30   | Finał      |

## Rekordy
Tabela prezentuje rekord świata, Europy oraz czempionatu Starego Kontynentu, a także najlepsze rezultaty w Europy i na świecie w sezonie 2010 przed rozpoczęciem mistrzostw.
| Rekord świata            | Randy Barnes       | 23,12 | Westwood  | 20 maja 1990     |
| Rekord Europy            | Ulf Timmermann     | 23,06 | Chania    | 22 maja 1988     |
| Rekord mistrzostw Europy | Werner Günthör     | 22,22 | Stuttgart | 28 sierpnia 1986 |
| Listy światowe           | Christian Cantwell | 22,41 | Eugene    | 3 lipca 2010     |
| Listy europejskie        | Andrej Michniewicz | 22,09 | Mińsk     | 14 lipca 2010    |

## Rezultaty

### Eliminacje
Sportowcy w rundzie eliminacyjnej zostali podzieleni na 2 grupy (A i B). Aby dostać się do finału, w którym wystartowało 12 zawodników, należało pchnąć co najmniej 20,00 m. W przypadku gdyby rezultat ten osiągnęła mniejsza liczba kulomiotów kryterium awansu były najlepsze wyniki uzyskane przez startujących (q). Podobna sytuacja miałaby miejsce gdyby żaden ze startujących nie uzyskał wyznaczonego minimum. 
| Poz. | Grupa | Zawodnik                  | Reprezentacja   | #1    | #2    | #3    | Rezultat | Uwagi |
| ---- | ----- | ------------------------- | --------------- | ----- | ----- | ----- | -------- | ----- |
| 1    | B     | Pawieł Łyżyn              | Białoruś        | x     | 19,43 | 20,42 | 20,42    | Q     |
| 2    | A     | Ralf Bartels              | Niemcy          | 20,37 |       |       | 20,37    | Q     |
| 3    | A     | Tomasz Majewski           | Polska          | 20,36 |       |       | 20,36    | Q     |
| 4    | A     | Andrej Michniewicz        | Białoruś        | 20,35 |       |       | 20,35    | Q     |
| 5    | B     | David Storl               | Niemcy          | 19,74 | x     | 20,24 | 20,24    | Q     |
| 6    | B     | Māris Urtāns              | Łotwa           | 18,55 | 19,17 | 20,19 | 20,19    | Q     |
| 7    | A     | Nedžad Mulabegović        | Chorwacja       | 20,01 |       |       | 20,01    | Q     |
| 8    | A     | Antonín Žalský            | Czechy          | 19,93 | 19,78 | 19,74 | 19,93    | q     |
| 9    | B     | Asmir Kolašinac           | Serbia          | x     | 19,75 | 19,83 | 19,83    | q     |
| 10   | A     | Carl Myerscough           | Wielka Brytania | 19,34 | x     | 19,81 | 19,81    | q     |
| 11   | B     | Jakub Giża                | Polska          | 19,44 | 18,90 | 19,69 | 19,69    | q     |
| 12   | B     | Borja Vivas               | Hiszpania       | 19,14 | 19,21 | 19,51 | 19,51    | q     |
| 13   | B     | Marco Fortes              | Portugalia      | 19,24 | 19,48 | 18,70 | 19,48    |       |
| 14   | A     | Taavi Peetre              | Estonia         | 19,42 | x     | x     | 19,42    |       |
| 15   | A     | Andrij Semenow            | Ukraina         | 19,31 | x     | x     | 19,31    |       |
| 16   | A     | Lajos Kürthy              | Węgry           | x     | 19,15 | x     | 19,15    |       |
| 17   | A     | Niklas Arrhenius          | Szwecja         | 18,93 | x     | x     | 18,93    |       |
| 18   | A     | Milan Jotanović           | Serbia          | 18,81 | 18,38 | 18,42 | 18,81    |       |
| 19   | B     | Remigius Machura          | Czechy          | 18,71 | 18,55 | x     | 18,71    |       |
| 20   | B     | Mihaíl Stamatóyiannis     | Grecja          | 18,15 | 18,28 | 18,58 | 18,58    |       |
| 21   | A     | Miran Vodovnik            | Słowenia        | x     | 18,42 | x     | 18,42    |       |
| 22   | B     | Georgi Iwanow             | Bułgaria        | 18,18 | 18,28 | x     | 18,28    |       |
| 23   | B     | Georgios Arestis          | Cypr            | x     | 18,23 | 17,76 | 18,23    |       |
| 24   | B     | Kim Juhl Christensen      | Dania           | 17,36 | 18,20 | x     | 18,20    |       |
| 25   | A     | Manuel Martínez           | Hiszpania       | 18,08 | x     | 17,73 | 18,08    |       |
| 26   | B     | Ódinn Björn Thorsteinsson | Islandia        | x     | x     | x     | NM       |       |
| 27   | B     | Yves Niaré                | Francja         | x     | x     | x     | NM       |       |

### Finał
| Poz. | Zawodnik           | Reprezentacja   | #1    | #2    | #3    | #4    | #5    | #6    | Wynik | Uwagi |
| ---- | ------------------ | --------------- | ----- | ----- | ----- | ----- | ----- | ----- | ----- | ----- |
|      | Tomasz Majewski    | Polska          | 20,66 | 20,83 | 20,78 | 21,00 | 20,96 | 20,59 | 21,00 |       |
|      | Ralf Bartels       | Niemcy          | 20,23 | 20,22 | 20,40 | 20,22 | 20,65 | 20,93 | 20,93 |       |
|      | Māris Urtāns       | Łotwa           | 20,24 | 20,24 | x     | 20,28 | x     | 20,57 | 20,57 |       |
| 4    | David Storl        | Niemcy          | 20,56 | x     | 20,33 | 19,90 | 20,50 | 20,37 | 20,56 | PB    |
| 5    | Nedžad Mulabegović | Chorwacja       | x     | 19,93 | 20,11 | x     | x     | x     | 20,11 |       |
| 6    | Pawieł Łyżyn       | Białoruś        | x     | 19,93 | 20,11 | x     | x     | x     | 20,11 |       |
| 7    | Antonín Žalský     | Czechy          | 20,01 | x     | x     | 19,58 | x     | x     | 20,01 |       |
| 8    | Asmir Kolašinac    | Serbia          | 19,61 | x     | 19,77 |       |       |       | 19,77 |       |
| 9    | Jakub Giża         | Polska          | 18,63 | 19,04 | 19,73 |       |       |       | 19,73 |       |
| 10   | Borja Vivas        | Hiszpania       | 19,04 | 18,94 | 19,12 |       |       |       | 19,12 |       |
| 11   | Carl Myerscough    | Wielka Brytania | x     | x     | 18,19 |       |       |       | 18,19 |       |
| -    | Andrej Michniewicz | Białoruś        | 20,49 | 21,01 | 20,87 | 20,77 | 20,58 | 20,94 | 21,01 | DSQ   |